# Pseudocatharylla agraphellus
Pseudocatharylla agraphellus är en fjärilsart som beskrevs av George Francis Hampson 1919. Pseudocatharylla agraphellus ingår i släktet Pseudocatharylla och familjen Crambidae. Inga underarter finns listade i Catalogue of Life.